# Mosbach
Mosbach è un comune tedesco di 23 484 abitanti, situato nel land del Baden-Württemberg.
Mosbach è la sede mondiale della Società Missionaria Internazionale degli Avventisti del Settimo Giorno, Movimento di Riforma.

## Storia

### Simboli
L'aquila imperiale riferisce alla storia di Mosbach come ex città libera dell'Impero. Le lettere OM presumibilmente stanno per Oppidum Mosbacense e sono state inserite per distinguerlo da analoghi stemmi di città imperiali.

Mosbach
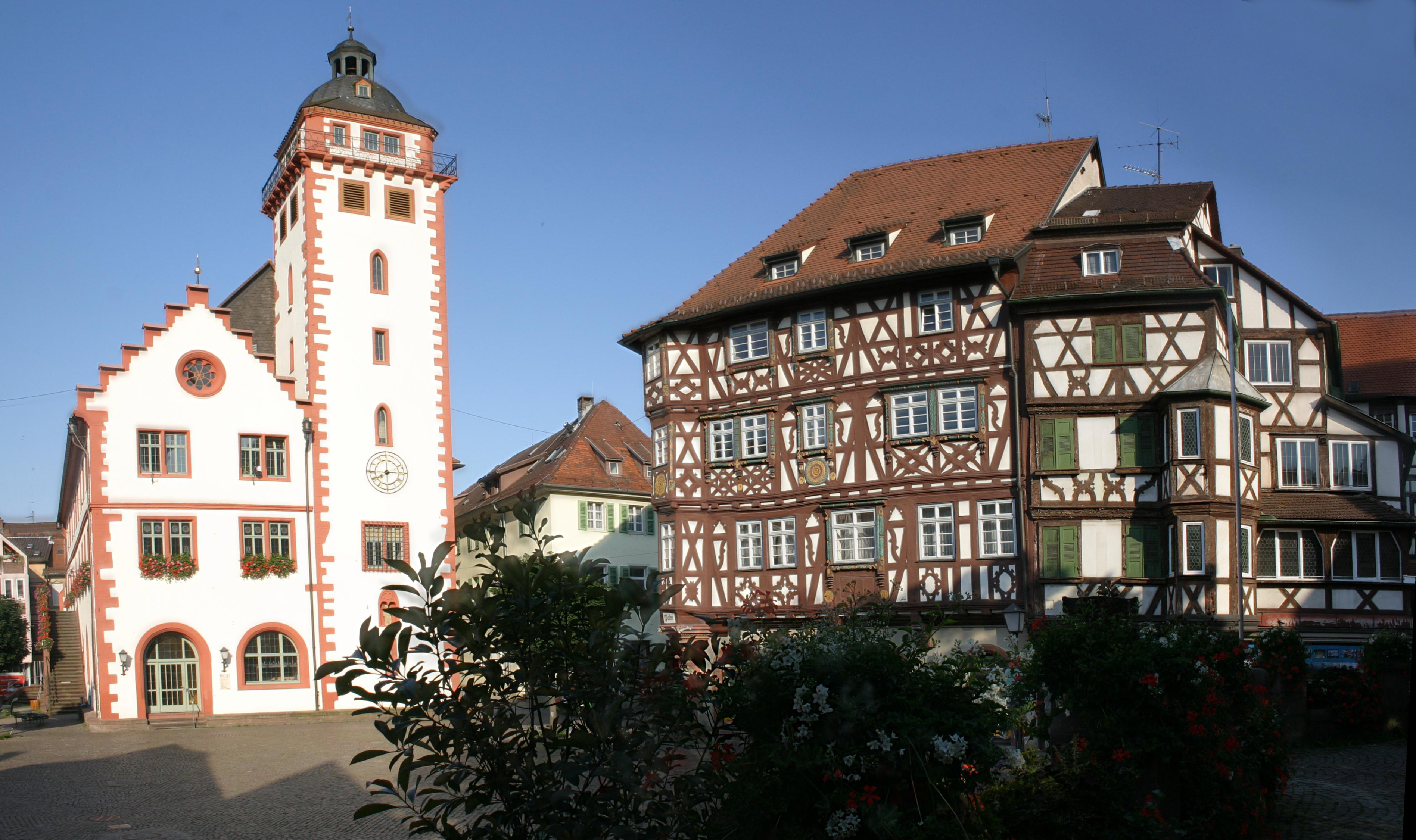
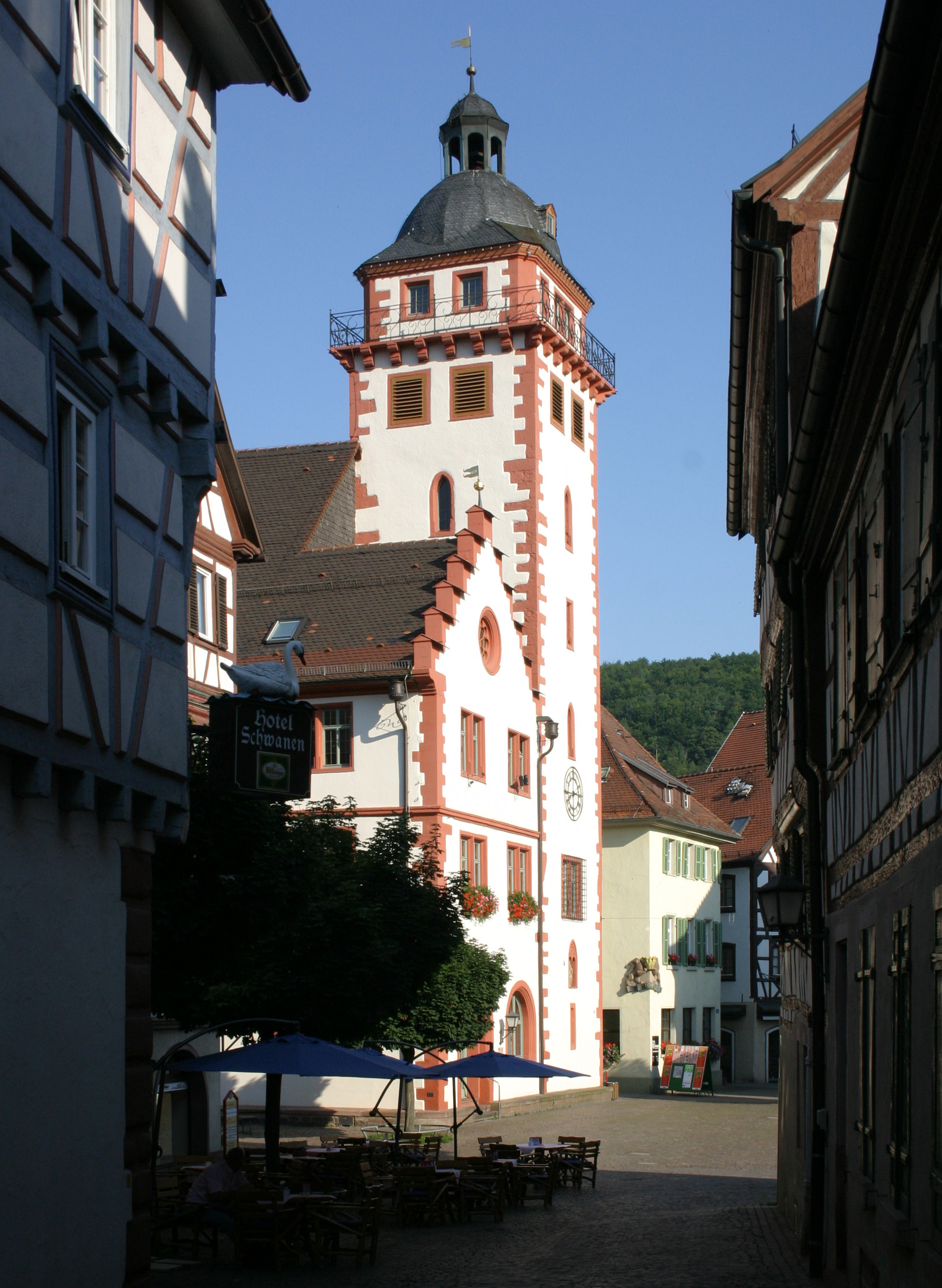
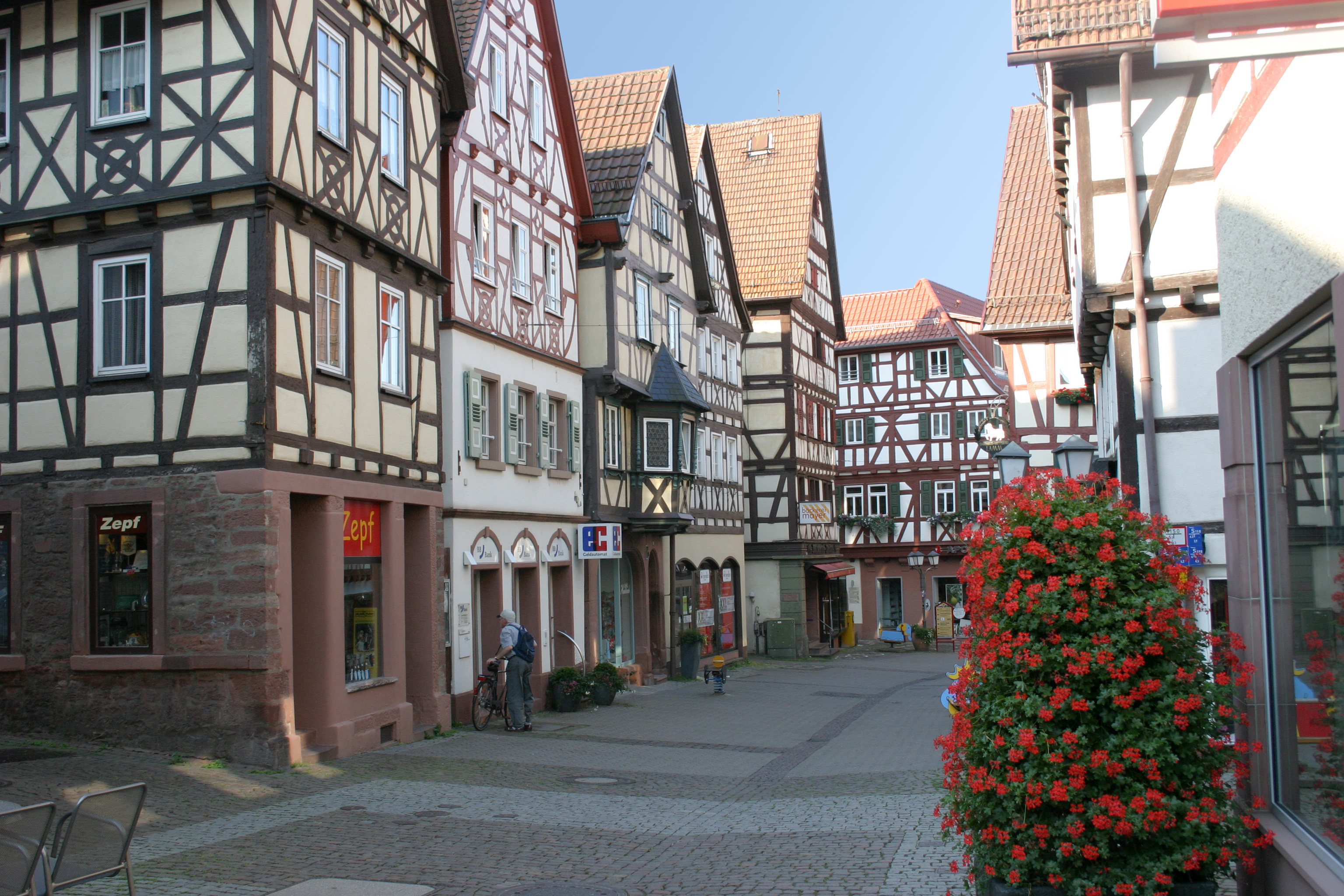
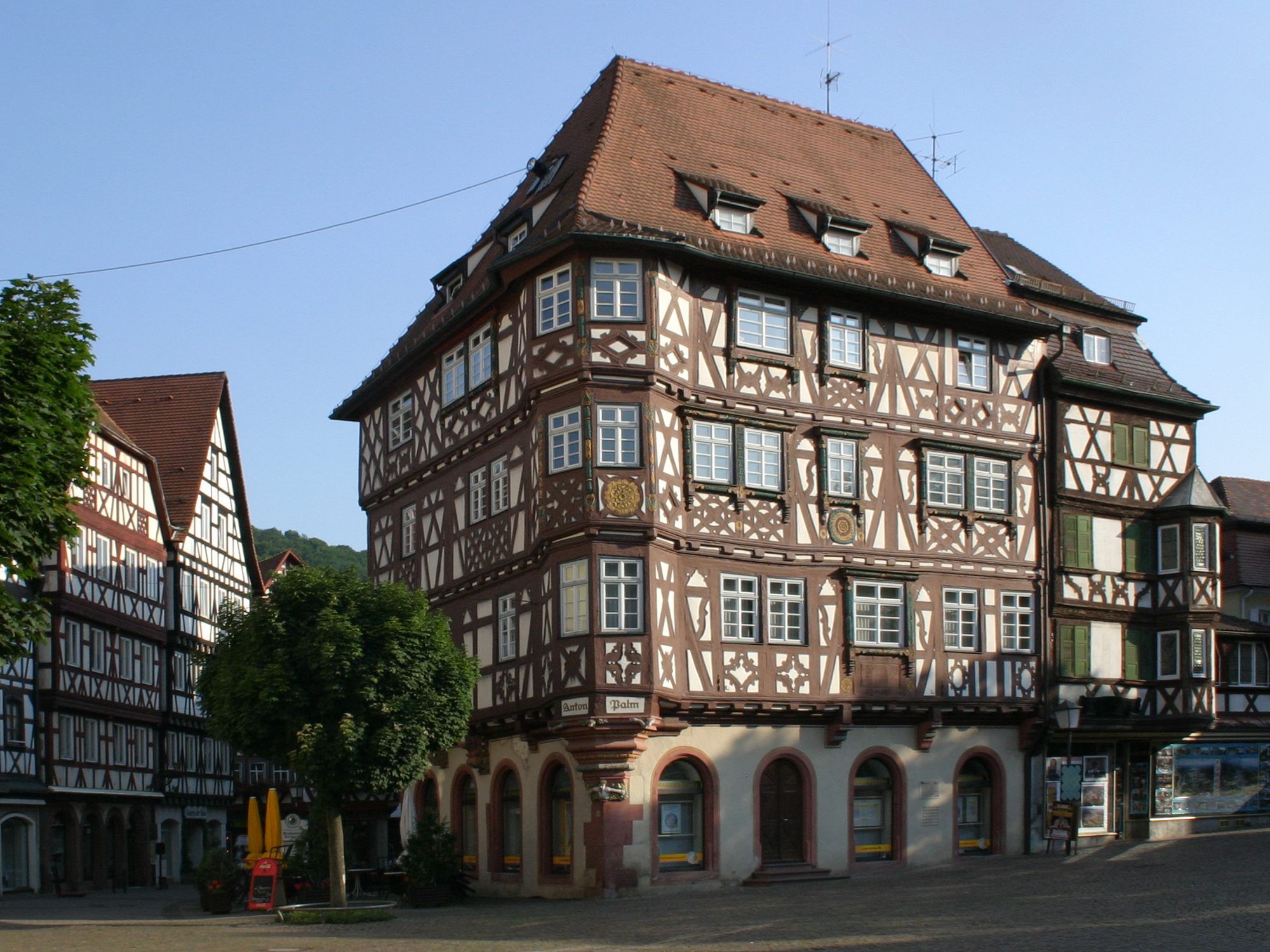
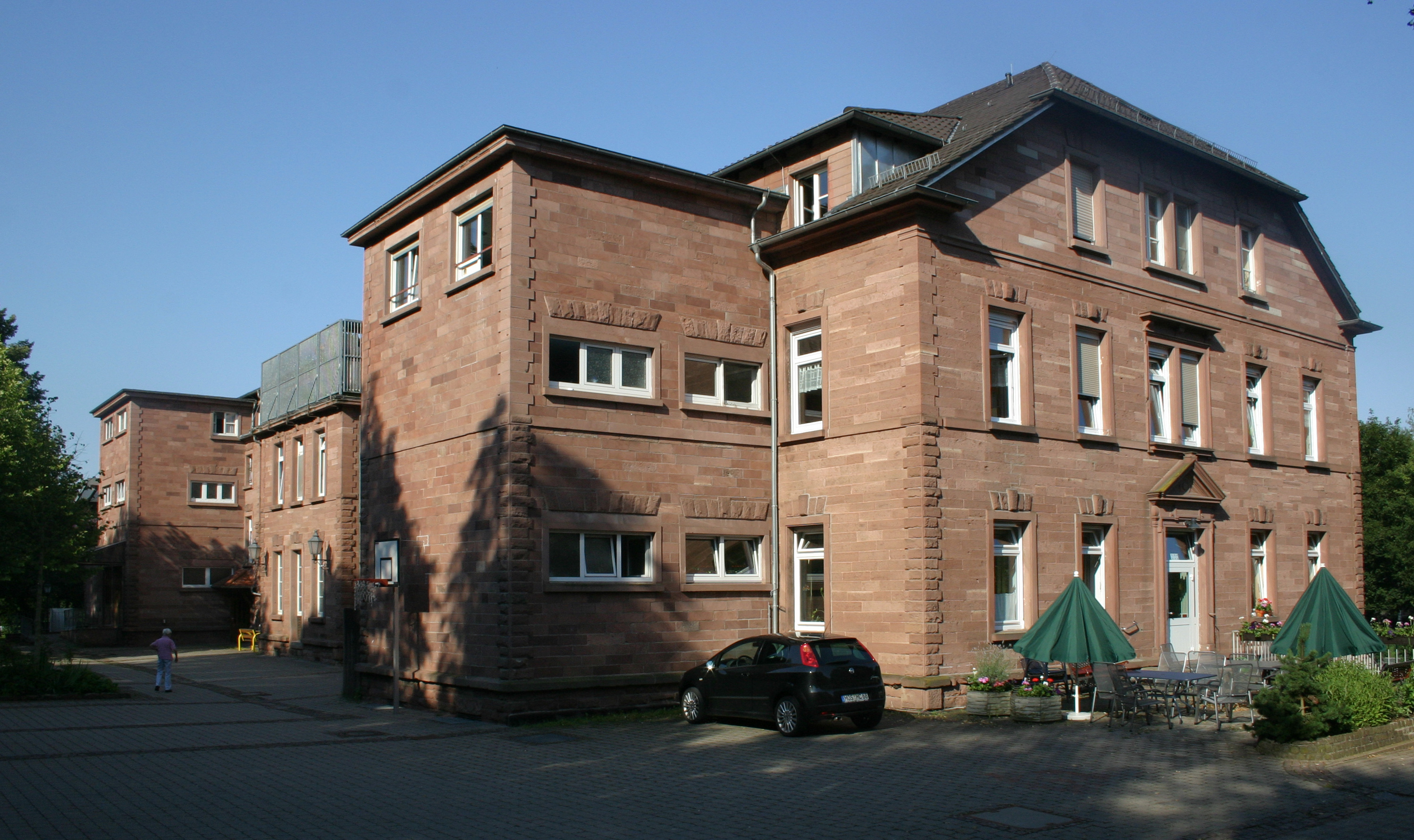